# Cofradía de las Insignias de la Pasión del Señor y la Soledad de María Santísima
La Cofradía de las Insignias de la Pasión del Señor y la Soledad de María Santísima es una cofradía de culto católico que tiene su sede canónica en el Convento de Santa Catalina de Siena de la ciudad de San Cristóbal de La Laguna, en la isla de Tenerife, en la comunidad autónoma de Canarias (España).

## Historia
La cofradía fue fundada el 19 de diciembre de 1955 por la entonces priora del Monasterio o Convento de Santa Catalina, Sor Natividad.
Durante el desfile procesional, sus cofrades portan en la mano un farol. Es la única cofradía de Semana Santa establecida en este convento de clausura y como su nombre indica tiene como titular a las Insignias de la Pasión de Cristo y Nuestra Señora de la Soledad.

## Titulares
- Insignias de la Pasión del Señor y la Soledad de María Santísima: Es una imagen de la Virgen Dolorosa al pie de la cruz tras el descendimiento de Cristo, que sustituye a una imagen mariana anterior desde 1966. La cruz de plata desnuda está rodeada de diversas insignias del martirio de Jesucristo realizadas por los orfebres Ventura Alemán y Agustín Guerra Molina.

## Salidas Procesionales
- Lunes Santo: A las 19:30 horas, procesión de la Soledad de María Santísima.[2]

- Viernes Santo: A las 17:00 horas, Procesión Magna.[2]